# ケイデン・クラーク
ケイデン・クラーク（Caden Clark , 2003年5月27日 - ）は、アメリカ合衆国・ミネソタ州メディナ出身のサッカー選手。MLS・CFモントリオール所属。ポジションはMF。

## クラブ経歴
地元ミネソタ州のユースチームから、2017年にアリゾナ州カサ・グランデに所在するFCバルセロナ運営の育成組織バルサ・レジデンシー・アカデミー(Barça Residency Academy)に入所。3年間教練を積み、2020年2月5日にニューヨーク・レッドブルズと契約。傘下のチームIIに送られた。USLチャンピオンシップ (2部リーグ)で12試合3ゴールを記録し、同年10月にトップチームに昇格。11日のアトランタ・ユナイテッドFC戦でMLSデビューを先発出場で果たし、プロデビュー戦で後半2分にプロ初ゴールも決め、1-0で勝利。更に14日のトロントFC戦でもゴールを決め、17歳4か月18日でのMLS史上最年少選手の2試合連続ゴールの離れ業を達成。プロデビューからいきなりの活躍で、RBライプツィヒがクラークの獲得を検討していると報じられた。
2021年6月24日、RBライプツィヒに移籍し、2024年6月までの3年契約を締結した。2021年シーズンはレンタルの形でニューヨーク・レッドブルズに残留する。
2023年9月27日、ミネソタ・ユナイテッドFCへの移籍が発表された。
2024年8月8日、CFモントリオールに移籍した。